# Pterolophia elongata
Pterolophia elongata là một loài bọ cánh cứng trong họ Cerambycidae.